# Asedio de Pamplona (1823)
El asedio de Pamplona fue el sitio que sufrió la capital navarra por tropas realistas y francesas entre el 10 de abril y el 17 de septiembre de 1823 durante la invasión de los Cien Mil Hijos de San Luis que pusieron fin al régimen constitucional del Trienio Liberal en España. Durante el largo asedio de más de cinco meses la ciudad sufrió numerosos bombardeos que causaron muchos daños y muchas bajas entre las fuerzas constitucionalistas que la defendían. Pamplona fue una de las ciudades que opuso más resistencia al invasor francés y a los realistas que lo apoyaban en defensa del régimen liberal. Solo dos semanas después el rey Fernando VII recuperaba sus poderes absolutos y derogaba la Constitución y toda la legislación del Trienio 

## Antecedentes
Desde diciembre de 1821, en Navarra se habían sucedido pronunciamientos y alzamientos tradicionalistas que habían sido apaciguados por las fuerzas liberales del ejército de España.
A partir del comienzo oficial de la guerra Realista en abril de 1822, gran parte de las zonas de Navarra se posicionarán a favor del bando realista, de hecho, aunque la ciudad de Pamplona quedó como un importante baluarte constitucionalista contra las fuerzas realistas, parte de la población de la propia ciudad tenía afinidad con ellos, tal como se demostró el 19 de marzo de 1822, cuando un grupo de veinos realistas y otro de militares liberales mantuvieron un altercado, continuando el día siguiente con intercabios de tiros y con algunos muertos.
El 26 de marzo de 1823, el hasta entonces débil ejército realista se reorganizó en una División, conocida como División Real de Navarra, la cual fue puesta bajo el mando del general Santos Ladrón de Cegama.

## Preparación del sitio
En estos momentos, las fechas varían, pues algunos historiadores fechan a finales de marzo el cruce de los Pirineos por parte de la División Real de Navarra, mientras que otros sitúan la acción el 6 de junio del mismo año, lo cual no tendría mucho sentido si se apunta el hecho de que las primeras unidades de los Cien Mil Hijos de San Luis cruzaron la cordillera el 7 de abril.
Tomando la fecha más referenciada, la del 26 de marzo, podemos relatar como la División Real de Navarra sufre el intento de detenerla por parte del batallón de Sevilla de la Milicia Nacional, apoyado por otras unidades constitucionalistas.

### Acción de Esteribar
Con la entrada del ejército realista en Navarra, los constitucionalistas, bajo el mando del exgobernador de Alicante Chapalangarra (mote por el que se conocía en Navarra a Joaquín Romualdo de Pablo y Antón), quisieron repetir la rápida derrota de los mismos a finales de 1821, para lo cual comenzaron una incursión saliendo desde Pamplona hacia el Valle de Eresibar, esperando entrar en combate con los realistas cerca de Urdániz.
Tal como lo habían planeado, los constitucionalistas de Chapalangarra hicieron contacto con la vanguardia de la División Real de Navarra cerca de Urdániz, aunque se encontraron con un ejército ya dispuesto para el enfrentamiento, que recibió al batallón de Sevilla infringiéndole cien bajas con las primeras descargas. Con la continuación del combate, trescientas bajas más fueron soportadas por el citado batallón, mientras que los realistas apenas tuvieron que contar con bajas.
Finalmente, Chapalangarra se vio forzado a ordenar a sus tropas una retirada hasta la ciudadela de Pamplona, tras lo cual, Santos Ladrón de Cegama ordenó la persecución de las tropas constitucionalistas hasta la misma ciudad, saldándose la Acción de Esteribar con cuatrocientas bajas y setecientos prisioneros por el bando constitucional.

## Sitio

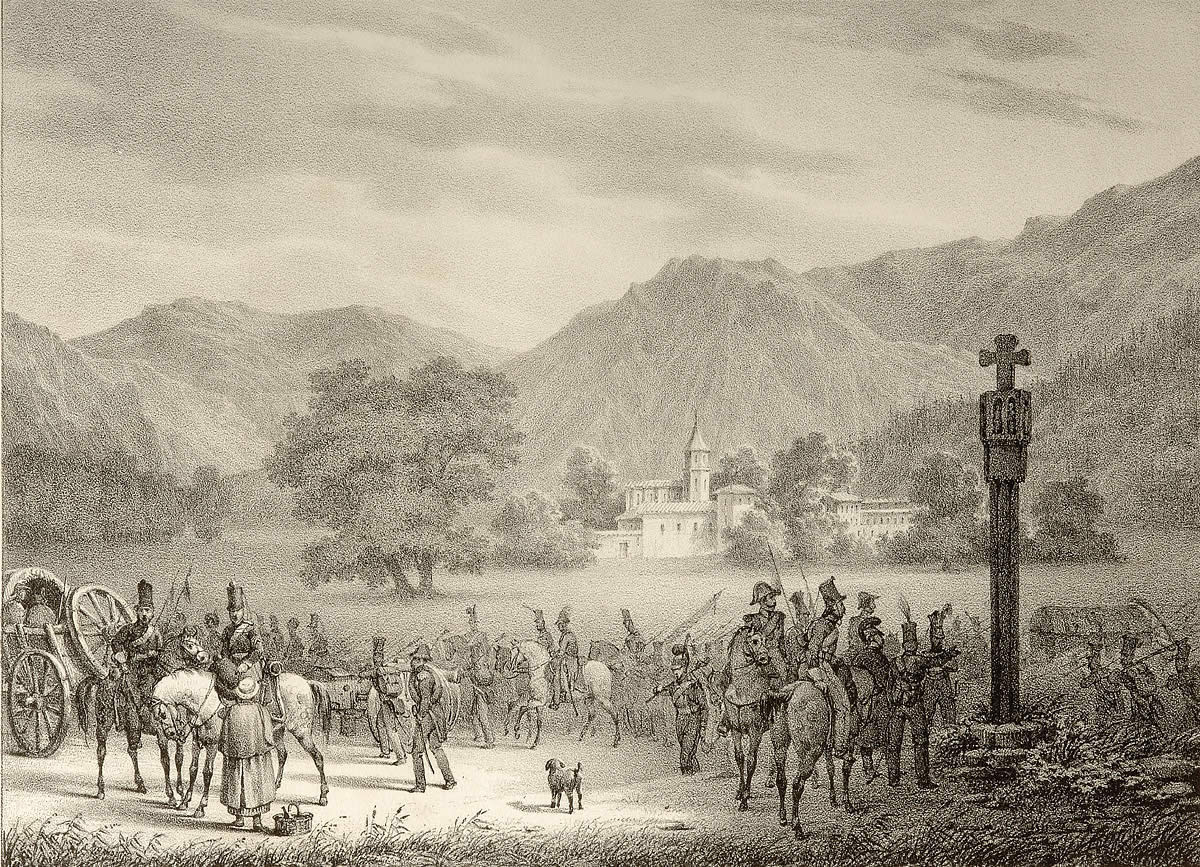
"Planicie de Roncesvalles, 1823". Ilustración que muestra el paso de los Cien Mil Hijos de San Luis por Roncesvalles.

Tras la Acción de Esteribar, las fuerzas constitucionalistas no tenían las unidades suficientes como para emprender más acciones de extramuros. Además, en el resto de Navarra las milicias realistas se habían intensificado desde que comenzó el año y, en aquellos momentos, habían llegado a cercar la ciudad de Estella, por lo que no podían esperar mayores refuerzos.
En este desfavorable clima para Chapalangarra, la División Real de Navarra del Gral. Santos llegó a las murallas de la ciudad e implantó un sitio a la misma, situando su cuartel general en el monte Ezcaba, al norte de la capital, a esperas de que tres de los cinco cuerpos de los Cien Mil Hijos de San Luis, bajo el mando del conde de España llegasen para reforzar la posición.
El 10 de abril de 1823, llegaría el 5.º Cuerpo de los Cien Mil Hijos de San Luis, bajo el mando del conde de Molitor, fecha en la que comienza oficialmente el sitio de la ciudad.
Durante el sitio, se relata que hubo bastantes desavenencias entre el ejército realista de España y el ejército absolutista extranjero. Si bien la División Real de Navarra no operó ampliamente en otros frentes, las unidades del Virrey Carlos levantaron muchos resquemores a los oficiales franceses por sus acciones erráticas, aunque bajo el punto de vista de los españoles, eran las maquinaciones de los franceses lo que les hacía recelar de los mismos.
A tal llegó la situación, que cuando el Virrey Carlos se dirigió a Zaragoza, el conde España obligó al conde de Molitor a acompañarlo con su 5.º Cuerpo entero, reforzado por los cazadores de Marne y los husares de Meuse para apoyar y vigilar al infante español, mientras que designó al general Conchy para las acciones militares directas en Pamplona.
En la ciudad, los bombardeos por parte de los sitiadores fueron constantes, así como las acciones contra los simpatizantes realistas dentro de los muros. Se ha relatado cómo treinta vecinos fueron expulsados de la ciudad durante los cuatro primeros días del asedio, y se cuentan en ciento treinta familias que abandonaron la ciudad entre los meses de abril y julio.
El 26 de agosto de 1823, una nueva negativa de Lauriston Sánchez Salvador, el gobernador civil de Pamplona, a rendir la ciudad mientras las tropas francesas siguieran en suelo español, decanta a los oficiales franceses y realistas a decidirse por un ataque frontal contra la ciudad. Al día siguiente, el general francés Conchy muere por enfermedad tras haber estado meses en un estado en deterioro, el marqués de Lauriston le sucede legalmente en el cargo, aunque de facto ya lo venía haciendo un tiempo, fija su cuartel general en la localidad de Orcoyen. Junto al resto de oficiales deciden que las hostilidades se iniciarán el 5 de septiembre día hasta el cual la presión de los bombardeos se intensificarán con doscientos nuevos cañones llegados junto a refuerzos de Francia y numerosa munición traída por el ejército de los Pirineos.

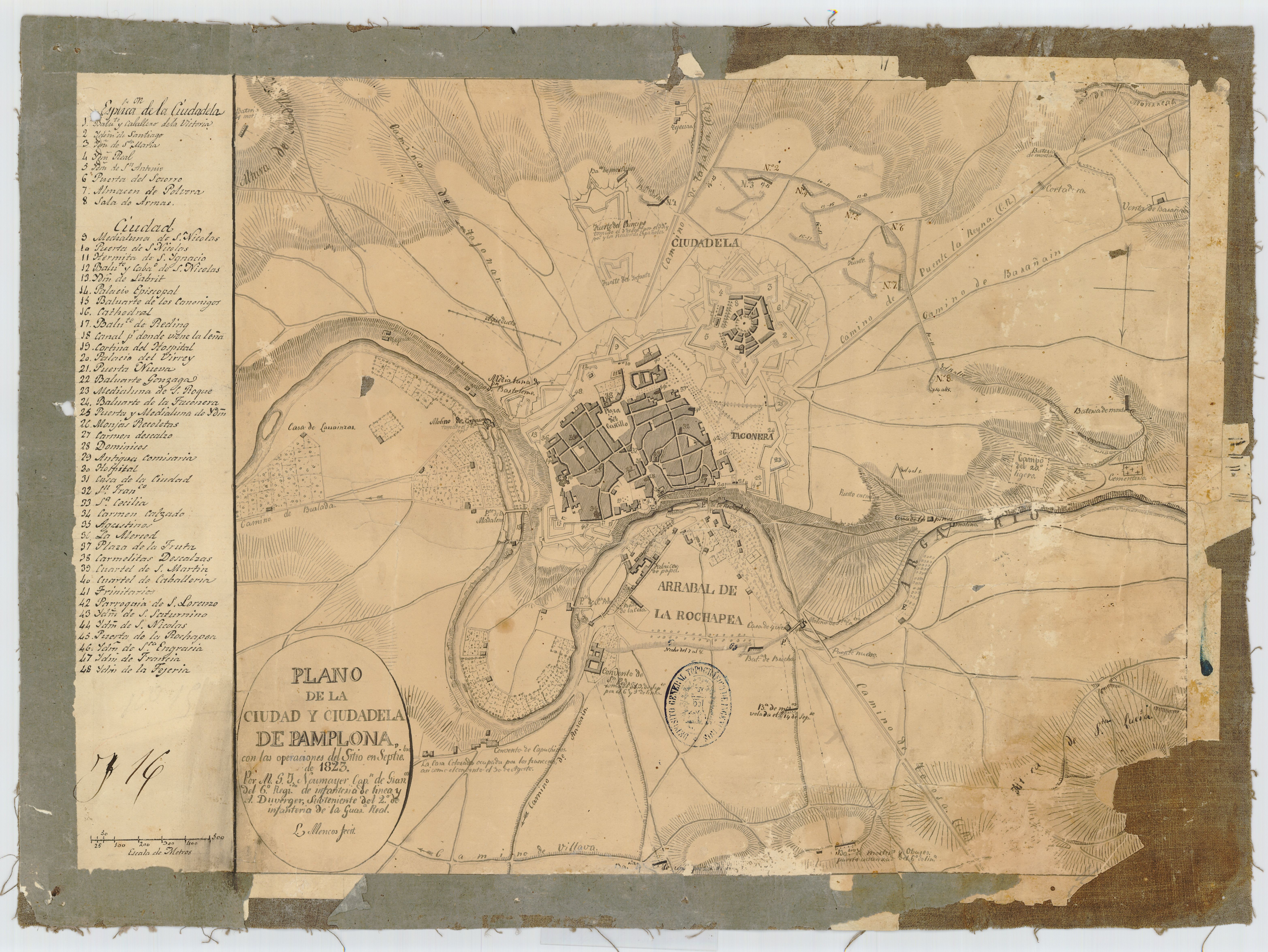
Mapa que refelja las operaciones del asedio de Pamplona; con indicación de la fecha en que se tomó el Fuerte del Príncipe

El 3 de septiembre el periódico absolutista El Restaurador informaba que dentro de la ciudad se había celebrado una especie de farsa carnavalesca. Los sitiados habían fabricado una estatua del duque de Angulema que la habían paseado en burro por las calles para finalmente arcabucearla delante de la lápida de la Constitución y después quemarla y arrojar sus cenizas al viento. «El espectacular escarnio infligido simbólicamente a Angulema aunaba parodia de los suplicios de la Inquisición e inversión carnavalesca. También enlazaba con el tono claramente paródico que cobró la iconoclasia antiabsolutista y anticlerical de los primeros tiempos de Trienio».
Hasta el 5 de septiembre los bombardeos contra la ciudad se suceden uno tras otro, siendo estos respondidos con las limitadas piezas de artillería de los defensores. El periódico realista El Restaurador recogería en su publicación del 5 de septiembre como desde hacía 3 días Pamplona era un infierno, habiéndose dado el día anterior bombardeos desde las 4 de la mañana, durante los cuales, hasta el mediodía habían dejado caer ciento noventa y cinco bombas que habían penetrado exitosamente la ciudad, dañando considerablemente los edificios.

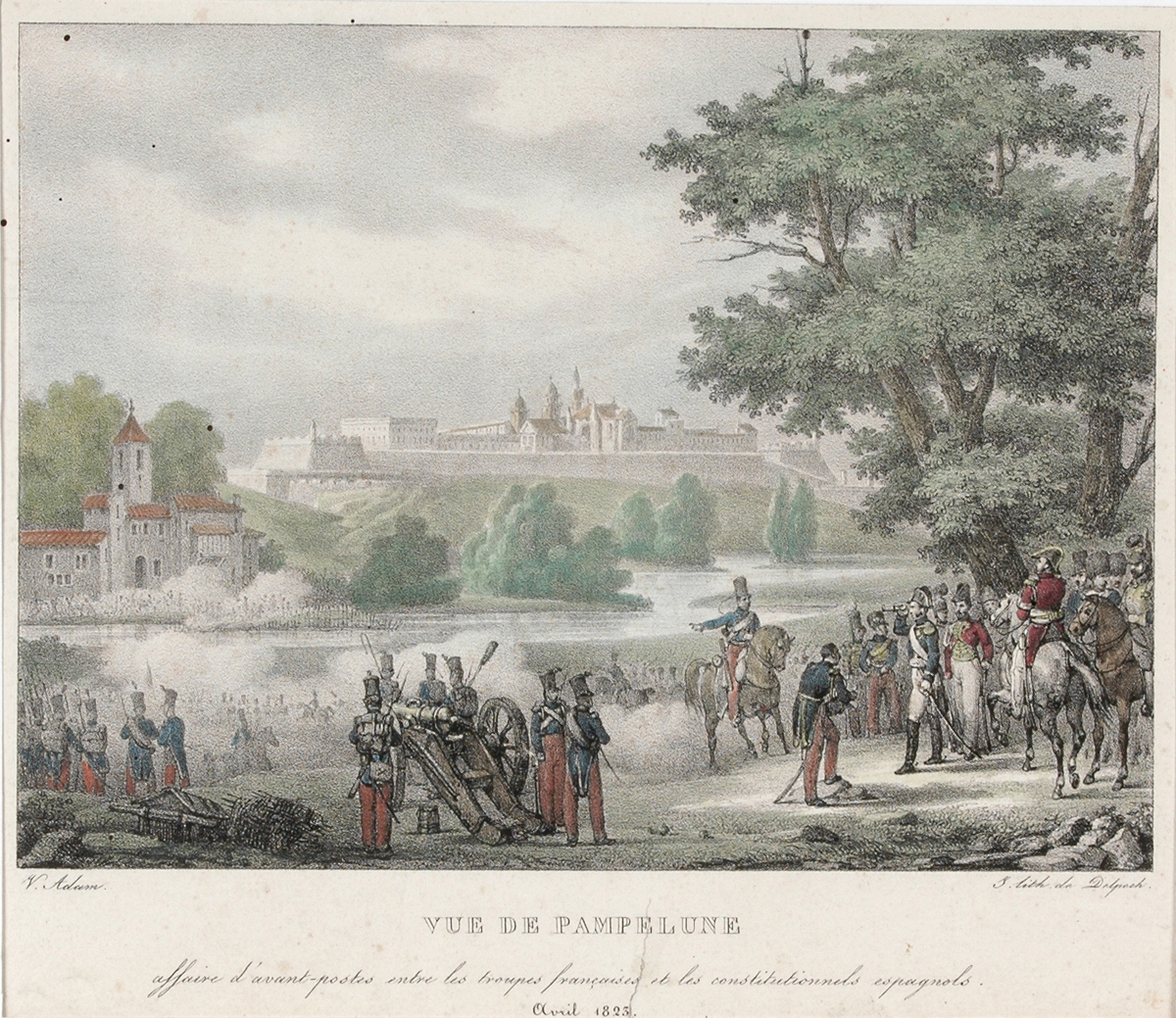
"Vista de Pamplona, 1823". Ilustración que muestra el asedio hacia julio o agosto de 1823.

Durante los últimos bombardeos, se destacó la figura del militar francés, el general Damrémont, quien había llegado con los últimos refuerzos franceses, y comandó una batería de ochenta cañones y obuses que, desde posiciones en lo que hoy es el barrio de la Rochapea consiguió hacer estallar edificios interiores de la ciudadela de Pamplona, manteniendo un fuego en su interior.
El 12 de septiembre de 1823, el conde de Guilleminot, oficial francés encargado de estudiar el recinto amurallado de Pamplona para el ataque, dio por concluido su estudio y se lo hizo saber al Alto Mando. Tras ello se sucedieron días de mucha tensión en los que la junta liberal de la ciudad se reunió para tratar el asunto del enfrentamiento, sabiéndose derrotados.

### Ataque final
El 16 de septiembre se decidió dar paso al ataque frontal a la ciudad de la infantería. Este sería precedido por un intenso bombardeo, por lo cual, en la madrugada de ese día, para las 4 y media de la mañana, el bombardeo se intensificó. Un oficial realista, enlace con las fuerzas de Vitoria escribiría que los últimos bombardeos se habían saldado con sesenta y seis casas destruidas, tres monasterios destruidos y la Catedral de Pamplona dañada. Además, dos soldados prófugos de la ciudad aseguraban desconocer el número de muertos, pero aseguraban saber que habían muerto religiosos y ciudadanos debido a bombas y a la hambruna.
A media mañana la infantería tomó posiciones en zonas cercanas a la ciudad, para disponerse al ataque a la bayoneta ese mismo día, pero este no fue necesario, pues al mediodía, las tropas que defendían la ciudadela se habían quedado sin munición y enarbolaron la bandera blanca, que fue retirada temporalmente por un grupo de liberales exaltados que provocaron un tumulto interno asegurando que querían luchar hasta el final, aspecto que no ratificó el ayuntamiento, queriendo evitar un saqueo de la ciudad.

## Capitulación de la ciudad

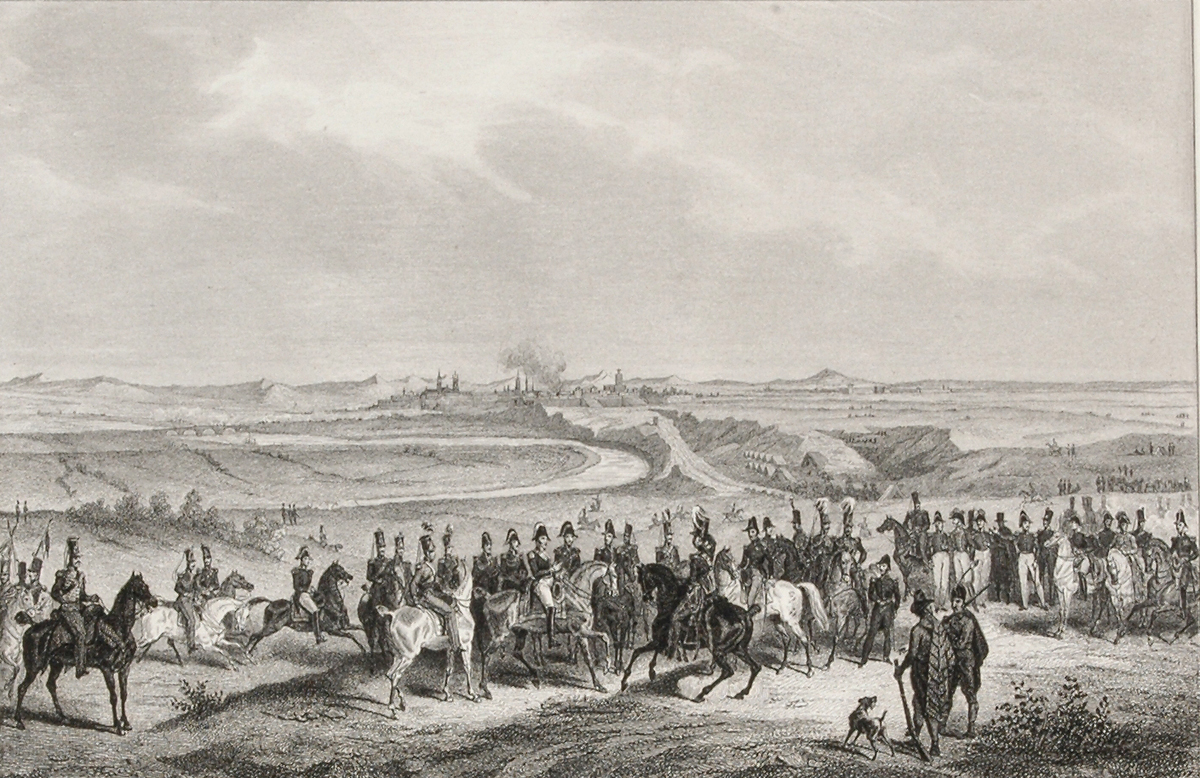
"Toma de Pamplona, 1823". Ilustración aparecida en periódicos de Francia.

Finalmente, a las 6 de la tarde del 16 de septiembre de 1823, la ciudad enarboló la bandera blanca, y en la madrugada del 17 de septiembre se firmó la capitulación por parte de Ramón Sánchez Salvador, comandante general de la provincia de Navarra, y el mariscal de campo, el Baron de Saint-Cyr Nugués (actuando en representación del Marqués de Lauriston).
Las partes más relevantes del acuerdo de capitulación fueron la prohibición de saqueo de la ciudad, para lo cual el ayuntamiento hizo un pago a los franceses devenido del patrimonio personal de los liberales más ricos de la ciudad, y no de las arcas públicas y la cesión de la ciudadesla a las fuerzas francesas, que querían asegurar un paso seguro de entrada a España entre San Sebastián y Pamplona a esperas del desenlace de la batalla de Trocadero.